# 奧蘭德 (北卡羅萊納州)
奧蘭德（英語：Aulander）是一個位於美國北卡羅萊納州伯蒂縣的城鎮。

## 人口
根據2020年美國人口普查的數據，奧蘭德的面積為3.83平方千米，皆為陸地。當地共有人口763人，而人口密度為每平方千米199人。